# Ann-Christin Hellman
Ann-Christin Hellman (Varberg ,4 augustus 1955) is een Zweeds voormalig tafeltennisster. Ze won de Europese Top-12 in zowel 1975 als 1976 en was verliezend finaliste op het Europees kampioenschap enkelspel 1974.
Hellman klampte aan bij de internationale tafeltennistop toen ze in 1974 bij haar eerste EK-deelname meteen tot de finale doorstootte. Na het WK 1973 was dit pas het tweede grote toernooi bij de senioren voor de Zweedse. In Rotterdam hield de Hongaarse Judit Magos haar in de finale van goud af. Titels volgden wel in de daaropvolgende jaren, toen Hellman zowel de Duitse Wiebke Hendriksen in 1975 als de Tsjechische Ilona Uhliková-Vostová in 1976 versloeg in finales van de Europese Top-12. De twee gouden medailles vormden het eerste eremetaal voor een Zweedse vrouw op de Top-12 sinds de oprichting daarvan, in 1971. Bij de eerstvolgende twee EK's moest Hellman het doen met een plaats in de halve finale.
In totaal nam Hellman deel aan vijf WK's, acht Top-12 toernooien en vier EK's.

## Erelijst
Belangrijkste resultaten:
- Winnares Europese Top-12 1975 en 1976
- Zilver EK enkelspel 1974
- Winnares European & Nordic Championships enkelspel 1975
- Winnares European & Nordic Championships dubbelspel 1975
- Kwartfinales wereldkampioenschappen tafeltennis dubbelspel 1977 en 1979
- Zweeds kampioene enkelspel 1968, 1969, 1970, 1971, 1974, 1975, 1976, 1977, 1978 en 1979
- Zilver Europese Jeugd Kampioenschappen (EJK) enkelspel 1970 ('kadetten')